# اینگرام مارشال
اینگرام مارشال (انگلیسی: Ingram Marshall؛ زادهٔ ۱۰ مهٔ ۱۹۴۲ – درگذشتهٔ ۳۱ مهٔ ۲۰۲۲) آهنگساز، مربی موسیقی، و موسیقی‌دان اهل ایالات متحده آمریکا بود.
وی همچنین برندهٔ جوایزی همچون برنامه فولبرایت و کمک‌هزینه گوگنهایم شده‌است.